# Hubert Stevens
Hubert Stevens (n. 7 martie 1890, Lake Placid, North Elba⁠(d), New York, SUA – d. 26 noiembrie 1950, Lake Placid, North Elba⁠(d), New York, SUA) a fost un bober ce a reprezentat Statele Unite ale Americii, medaliat olimpic. A participat la 2 ediții ale Jocurilor Olimpice (1932, 1936) în care a câștigat o medalie de aur.